# Prifiniumbromid
Prifiniumbromid ist ein Arzneistoff aus der Gruppe der 3-Pyrrolidonderivate, der zu den synthetischen Parasympatholytika gehört. Er wird bei Spasmen der Speiseröhre, des Magen-Darm-Trakts und der Harnorgane eingesetzt. Derzeit sind in Deutschland nur Präparate für die Tiermedizin zugelassen.
Die pharmakologische Wirkung entspricht der des Butylscopolamins. Es hemmt kompetitiv die Wirkung von Acetylcholin an den  muskarinischen Rezeptoren, wobei es relativ stark an den Rezeptorsubtyp M4 bindet. Dies führt zu einer Hemmung des parasympathischen Einflusses auf die glatte Muskulatur, den Herzmuskel, Drüsen und Ganglien des peripheren Nervensystems. Als quaternäre Ammoniumverbindung gelangt es nur in sehr geringen Umfang in das zentrale Nervensystem.
Kontraindikationen für den Einsatz sind Grüner Star, Prostatavergrößerung, Darmverstopfungen, Pylorusstenose und andere Verengungen im Magen-Darm-Kanal sowie Herzarrhythmien mit erhöhter Herzfrequenz. Bei Leber- oder Nierenerkrankungen sollte das Mittel nur unter strenger Indikationsstellung eingesetzt werden.
Als Nebenwirkungen können eine trockene Mundhöhle und eine Pupillenerweiterung auftreten.

## Handelsname
- Tiermedizin: Prifinial (CH)